# Bixadus
Bixadus is een kevergeslacht uit de familie van de boktorren (Cerambycidae). De wetenschappelijke naam van het geslacht werd voor het eerst geldig gepubliceerd in 1868 door Pascoe.

## Soorten
Bixadus is monotypisch en omvat slechts de volgende soort:
- Bixadus sierricola (White, 1858)